# فنگ چونکای
فنگ چونکای (انگلیسی: Feng Chun-kai؛ زادهٔ ۲ نوامبر ۱۹۸۸) دوچرخه‌سوار اهل تایوان است.
از باشگاه‌هایی که در آن بازی کرده‌است می‌توان به تیم دوچرخه‌سواری بحرین–مریدا، چمپیون سیستم، و تیم یوای‌ئی امارات اشاره کرد.
وی در مسابقات کشوری و بین‌المللی در مجموع برندهٔ ۳ مدال طلا، ۲ مدال نقره، ۳ مدال برنز شده‌است.